# Епархия Зоары
Епархия Зоары (лат. Dioecesis Zoarensis) — титулярная епархия Римско-Католической церкви.

## История
Античный город Зоара находился в провинции Палестина-Терция диоцеза Восток и сегодня идентифицируется с археологическими раскопками «Gūr-es-Sāfiyeh», находящимися на территории современной Иордании. До конца VI века город Зоары был центром одноимённой епархии, которая входила в митрополию Петры Иерусалимского патриархата.
В конце VI века епархия Зоары прекратила своё существование.
С 1773 года епархия Зоары является титулярной епархией Римско-Католической церкви.

## Греческие епископы
- епископ Мусоний (449—451);
- епископ Исидор (упоминается в 518 году);
- епископ Иоанн (упоминается в 536 году).

## Титулярные епископы
- епископ Francesco Maria Cutroneo (15.03.1773 — ноябрь 1780);
- епископ José Nicolau de Azevedo Coutinho Gentil (18.07.1783 — ?);
- епископ Jean-Henri Baldus C.M.[1] (2.03.1844 — 29.09.1869);
- епископ Claude-Thierry Obré (14.12.1877 — 14.12.1881);
- епископ Pedro José Sánchez Carrascosa y Carrión C.O. (30.03.1882 — 1896);
- епископ Patrick Vincent Dwyer (30.01.1897 — 9.07.1909) — назначен епископом Мейтленда;
- епископ Рене-Мари-Жозе Перро M.E.P. (17.09.1909 — 27.11.1952);
- епископ Antonio Capdevilla Ferrando C.M. (24.03.1953 — 12.08.1962);
- епископ Вацлав Скоморуха (21.11.1962 — 25.08.2001);
  - вакансия с 2001 года.

## Источник
- Annuario Pontificio, Libreria Editrice Vaticana, Città del Vaticano, 2003, стр. 938, ISBN 88-209-7422-3
- Pius Bonifacius Gams, Series episcoporum Ecclesiae Catholicae, Leipzig 1931, стр. 454  (лат.)
- {Konrad Eubel, Hierarchia Catholica Medii Aevi, vol. 6, стр. 450  (лат.)
- Zoara  (англ.)
- Zoara su Catholic Encyclopedia  (англ.)